# 龍鳳 (田九成)
龍鳳（りゅうほう）は明代に陝西省で漢明皇帝を称し、太平政権を樹立し自立した田九成が用いた私年号。1397年。

## 西暦・干支・他元号との対照表
| 龍鳳 | 元年     |
| 西暦 | 1397年   |
| 干支 | 丁丑     |
| 明   | 洪武30年 |